# Episodi di Un diavolo di angelo
La prima e unica stagione della serie televisiva Un diavolo di angelo è stata trasmessa negli Stati Uniti sul canale CBS dal 7 gennaio al 23 luglio 2016.
In Italia la stagione va in onda dal 21 settembre 2017 su Rai 1 alle ore 5:00 del mattino.
| nº | Titolo originale       | Titolo italiano          | Prima TV USA    | Prima TV Italia   |
| -- | ---------------------- | ------------------------ | --------------- | ----------------- |
| 1  | Pilot                  | Intromissioni            | 7 gennaio 2016  | 21 settembre 2017 |
| 2  | Face Your Fears        | Affronta le tue paure    | 14 gennaio 2016 | 28 settembre 2017 |
| 3  | Go With Your Gut       | Segui il tuo istinto     | 21 gennaio 2016 | 5 ottobre 2017    |
| 4  | Family Business        | Affari di famiglia       | 28 gennaio 2016 | 12 ottobre 2017   |
| 5  | Funsgiving             | Tradizioni               | 16 luglio 2016  | 19 ottobre 2017   |
| 6  | Soulmates              | Anime gemelle            | 4 febbraio 2015 | 26 ottobre 2017   |
| 7  | Angel Probation        | Angelo disconnesso       | 2 luglio 2016   | 2 novembre 2017   |
| 8  | Angel Appreciation Day | Un angelo per due        | 2 luglio 2016   | 9 novembre 2017   |
| 9  | Practice Guy           | Ci vediamo a un barbecue | 9 luglio 2016   | 16 novembre 2017  |
| 10 | The Flask              | La fiaschetta            | 16 luglio 2016  | 30 novembre 2017  |
| 11 | Rain Check             | Il fremito perduto       | 9 luglio 2016   | 14 dicembre 2017  |
| 12 | Believe Me, Part One   | Credimi, prima parte     | 23 luglio 2016  | 21 dicembre 2017  |
| 13 | Believe Me, Part Two   | Credimi, seconda parte   | 23 luglio 2016  | 28 dicembre 2017  |